# 7 octombrie
ianuarie • februarie • martie  • aprilie  • mai  • iunie  • iulie  • august  • septembrie  • octombrie  • noiembrie  • decembrie
7 octombrie este a 280-a zi a calendarului gregorian și a 281-a zi în anii bisecți. Mai sunt 85 de zile până la sfârșitul anului.

## Evenimente

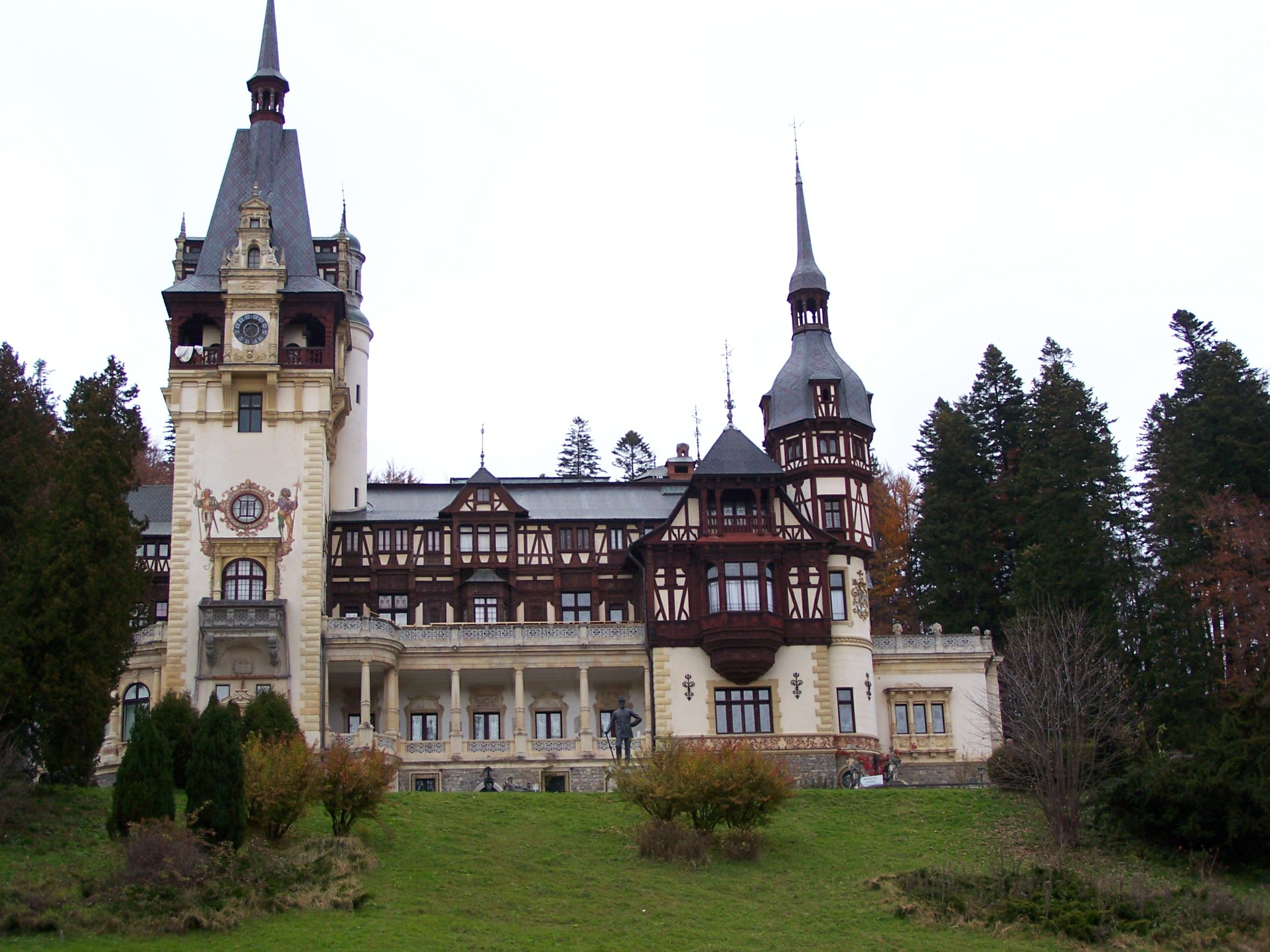
1883: Are loc inaugurarea Castelului Peleș.

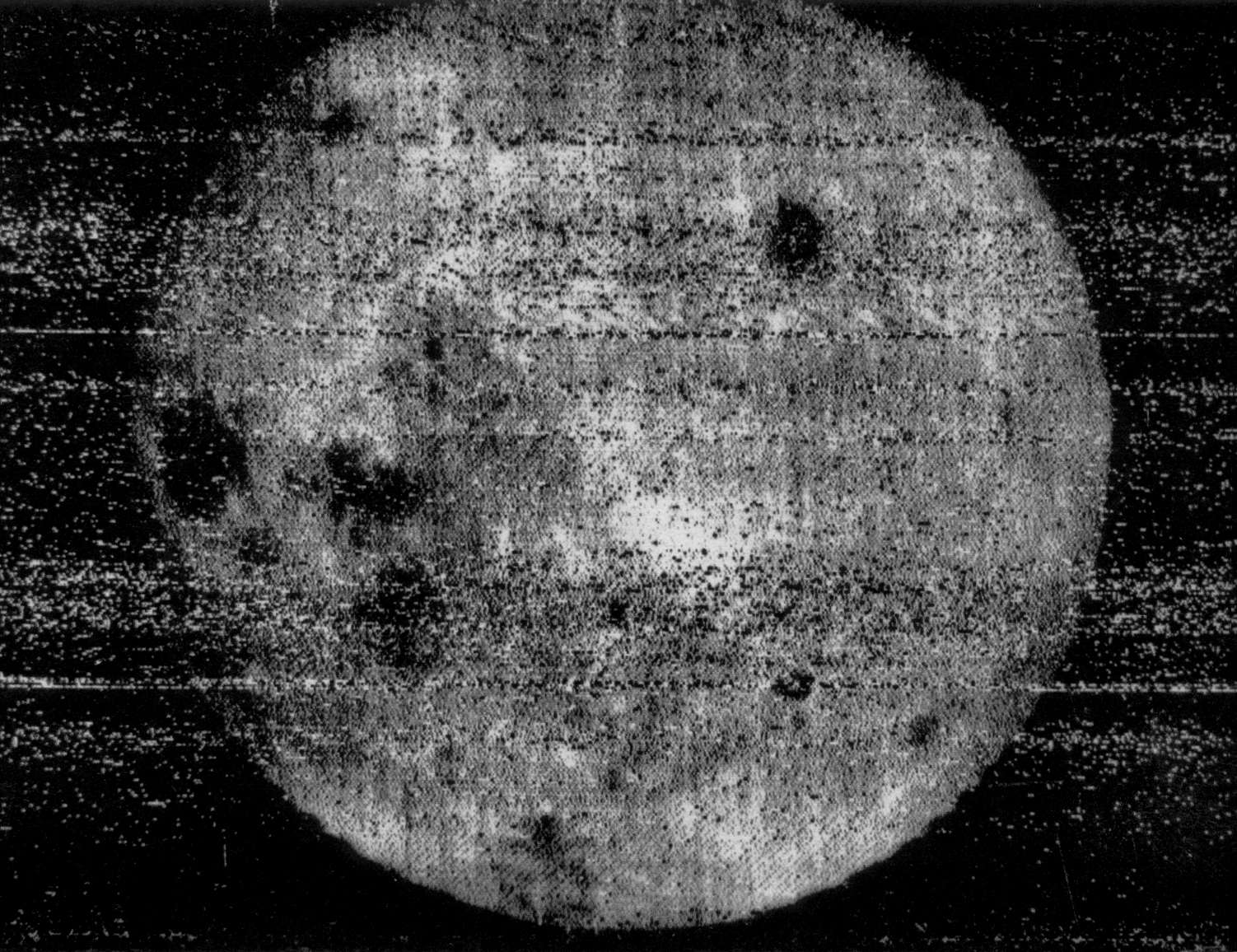
1959: Sonda lunară sovietică Luna 3 realizează pentru prima dată imagini cu fața nevăzută a Lunii.

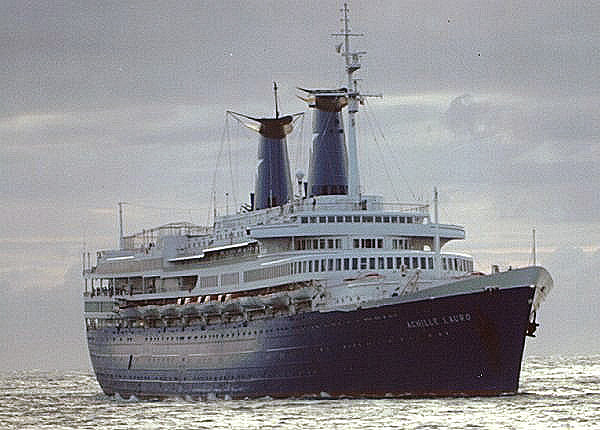
1985: Nava italiană Achille Lauro, aflată în croazieră pe Marea Mediterană cu peste 400 persoane la bord, a fost deturnată de membrii organizației "Frontul pentru Eliberarea Palestinei".

- 1571: Bătălia de la Lepanto: Flota unită a Spaniei, Maltei, Veneției, Genovei și Ducatului de Savoia, organizată de Papa Pius al IV–lea, zdrobește flota turcă.
- 1698: Sinodul de la Alba Iulia: mitropolitul ortodox și 38 de protopopi semnează actul de unire cu Biserica Romei. Astfel ia naștere Biserica Română Unită cu Roma, Greco-Catolică.
- 1763: Regele George al III-lea al Marii Britanii emite o proclamație regală prin care, în teritoriile de la nordul și vestul munților Allegani era interzisă colonizarea. Documentul se dorea a fi un pas spre stabilizarea relațiilor dintre englezi și indienii din această parte a Americii de Nord, după terminarea Războiului de șapte ani.
- 1769: James Cook descoperă Noua Zeelandă.
- 1776: Prințul Moștenitor Pavel al Rusiei se căsătorește cu Sophie Dorothea de Württemberg.
- 1777: Bătălia de la Saratoga. Armata colonială americană îi învinge pe englezi.
- 1840: Willem al II-lea devine rege al Țărilor de Jos.
- 1857: În cadrul Adunării ad–hoc a Moldovei, Mihail Kogălniceanu prezintă Proiectul de rezoluție care cuprindea "dorințele fundamentale" ale românilor moldoveni, arătând că "dorința cea mai mare" este Unirea Principatelor într–un singur stat.
- 1870: Războiul franco-prusac – Atacul de la Paris: Leon Gambetta fuge de la Paris într-un balon.
- 1866: A apărut, la București, periodicul politic și literar "Dacia Română".
- 1883: Are loc inaugurarea Castelului Peleș.
- 1919: Ia ființă compania Koninklijke Luchtvaart Maatschappij (KLM). Este cea mai veche, încă operativă, companie aviatică.
- 1949: Zona de ocupație sovietică din Germania devine Republica Democrată Germană.
- 1950: Armata Populară din China, începe cu ocupația Tibetului.
- 1952: Modelul de cod de bare realizat de Woodland și Silver a început să fie folosit ca model general de identificare a produselor.
- 1959: Sonda lunară sovietică Luna 3 realizează pentru prima dată imagini cu fața nevăzută a Lunii. Prima fotografie a fost făcută de la o distanță de 63.500 km de Lună, iar ultima fotografie a fost făcută 40 de minute mai târziu de la o distanță de 66.700 km.[1]
- 1968: Accidentul feroviar de la Bucerdea, soldat cu 22 de morți, 72 de răniți grav și importante pagube materiale.
- 1970: Este deschis parcul național Bayerischer Wald, primul de acest fel din Germania.
- 1975: RDG și URSS semnează Tratatul de prietenie, cooperare și ajutor reciproc.
- 1985: A fost deturnată nava italiană Achille Lauro aflată în croazieră pe Marea Mediterană cu peste 400 persoane la bord, de membrii organizației "Frontul pentru Eliberarea Palestinei".
- 1993: România a fost primită la Consiliul Europei, în urma solicitării din 21 martie 1990.
- 2000: Consiliul de Securitate al ONU a adoptat o rezoluție care condamnă utilizarea "excesivă a forței" împotriva palestinienilor de către Israel. Statele Unite s-au abținut de la vot.
- 2001: Forțele militare americane și cele britanice au declanșat ofensiva asupra guvernului taliban și a teroriștilor din gruparea Al-Qaeda.
- 2003: În California, alegătorii au votat pentru demiterea guvernatorului Gray Davis și l-au ales drept nou guvernator pe Arnold Schwarzenegger.
- 2004: Regele Norodom Sihanouk al Cambodgiei abdică și este înlocuit de fiul său Norodom Sihamoni.
- 2023: Războiul dintre Israel și Hamas: Hamas lansează o incursiune în sudul Israelului dinspre Fâșia Gaza, provocând un răspuns militar din partea Forțelor de Apărare ale Israelului.[2] Israelul lansează numeroase lovituri aeriene asupra Libanului după ce Hezbollah lansează rachete și se fac noi încercări de a pătrunde în Israel.[3]

## Nașteri
- 1471: Frederic I al Danemarcei (d. 1533)
- 1589: Arhiducesa Maria Madalena de Austria, Mare Ducesă de Toscana (d. 1631)
- 1672: Ernst Ludwig I, Duce de Saxa-Meiningen (d. 1724)
- 1748: Carol al XIII-lea al Suediei (d. 1818)
- 1885: Niels Bohr, fizician danez, laureat al Premiului Nobel (d. 1962)
- 1886: Romulus Cândea, istoric român, membru corespondent al Academiei Române (d. 1973)
- 1897: Austin Trevor, actor nord-irlandez (d. 1978)

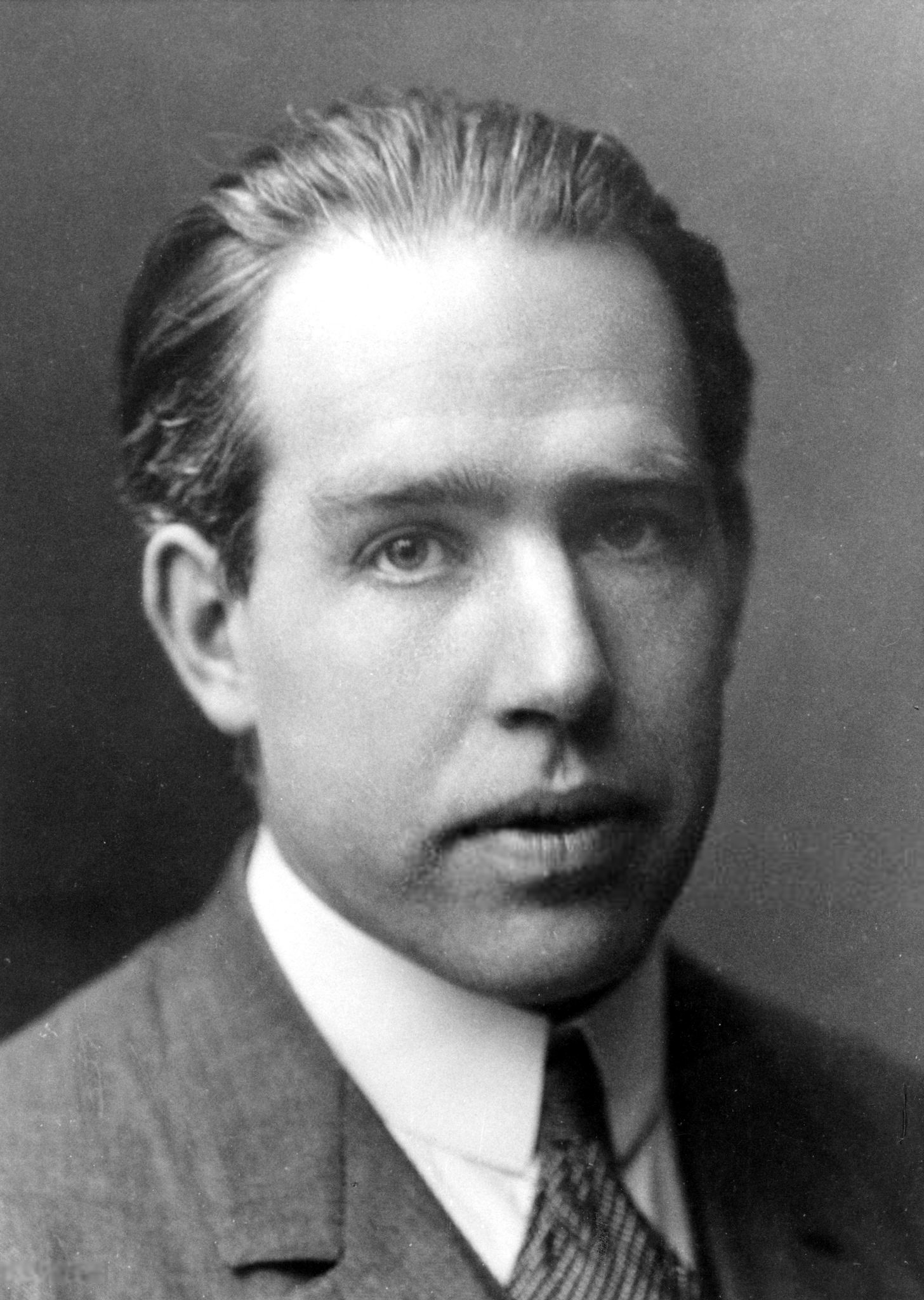
Niels Bohr, fizician danez, laureat Nobel
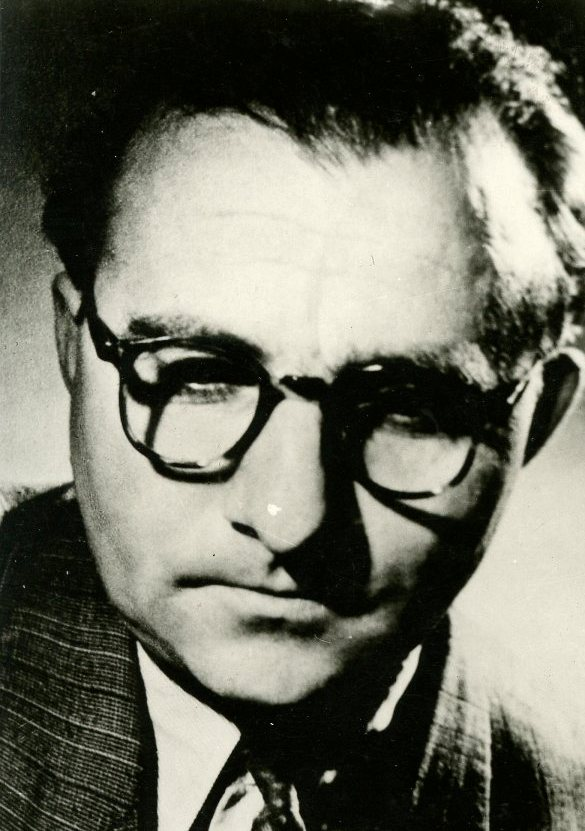
Eusebiu Camilar, prozator, poet și traducator român
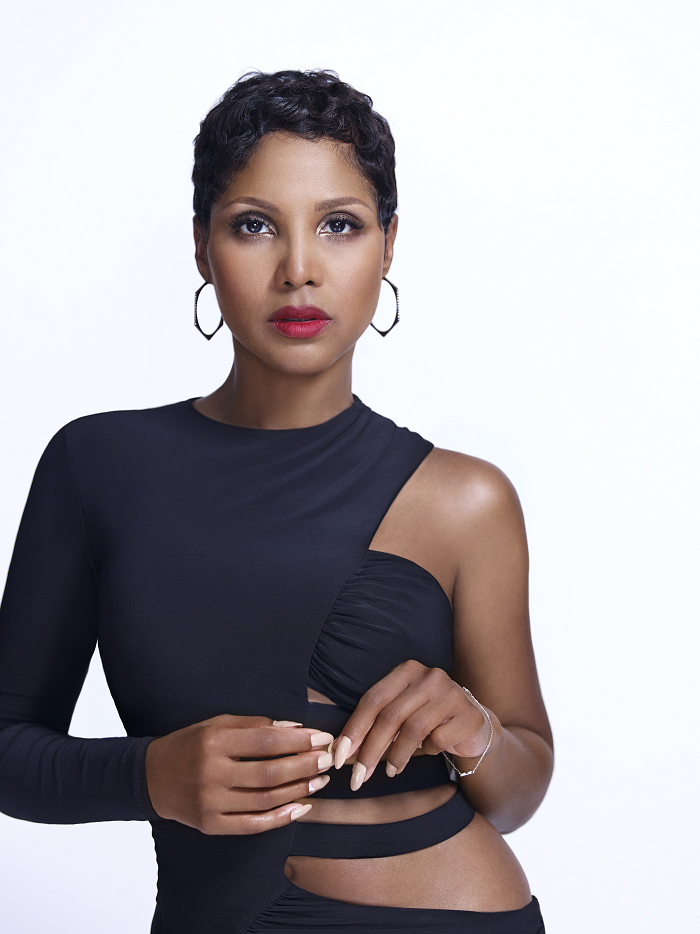
Toni Braxton, cântăreață americană de muzică pop și R&B

- 1900: Heinrich Himmler, politician german (d. 1945)
- 1909: Ken Uehara, actor japonez (d. 1991)
- 1910: Eusebiu Camilar, prozator, poet și traducător român (d. 1965)
- 1921: Raymond Goethals, jucător și antrenor belgian de fotbal (d. 2004)
- 1923: Alexandru Jebeleanu, poet român (d. 1995)
- 1931: Desmond Tutu, episcop sud-african de culoare, laureat al Premiului Nobel (d. 2021)
- 1935: Thomas Keneally, scriitor australian
- 1939: Michael Markel, scriitor german de origine română
- 1940: Sergiu Cioiu, actor și cântăreț român
- 1946: Valeria Bufanu, atletă română
- 1952: Vladimir Putin, politician rus, al 4-lea președinte al Rusiei
- 1953: Tico Torres, baterist american (Bon Jovi)
- 1954: Diana Lupescu, actriță română de teatru și film
- 1958: Bernardo Arévalo, diplomat, sociolog, scriitor și politician, președinte al Guatemalei
- 1959: Simon Cowell, om de afaceri și producător englez, creatorul emisiunilor The X Factor și Britain's Got Talent
- 1967: Toni Braxton, cântăreață americană de muzică pop și R&B
- 1968: Luminița Anghel, interpretă română de muzică ușoară
- 1968: Thom Yorke, interpret britanic de muzică rock (Radiohead și Atoms for Peace)
- 1973: Dida, fotbalist brazilian
- 1978: Alesha Dixon, cântăreață, textieră și model britanic
- 1979: Simona Amânar, gimnastă română

## Decese
- 0929: Carol al III-lea al Franței (n. 879)
- 1612: Giovanni Battista Guarini, poet italian (n. 1538)
- 1637: Victor Amadeus I, Duce de Savoia (n. 1587)
- 1719: David Bläsing, matematician și astronom german (n. 1660)
- 1849: Edgar Allan Poe, scriitor, poet american (n. 1809)
- 1892: Teréz Karacs, feministă maghiară (n. 1808)
- 1903: Rudolf Lipschitz, matematician german (n. 1832)
- 1939: Harvey Williams Cushing, chirurg și neurolog american (n. 1869)

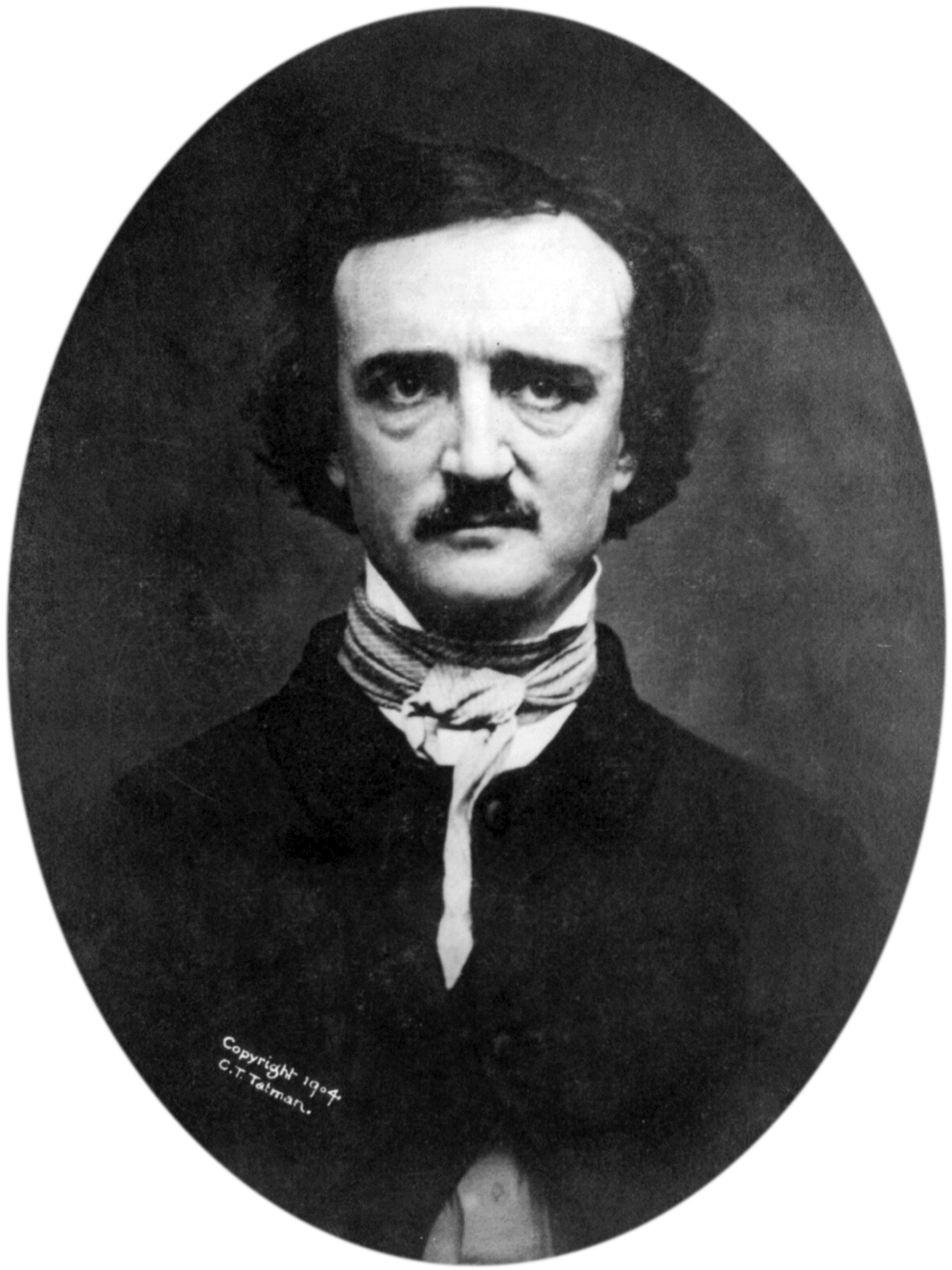
Edgar Allan Poe, scriitor, poet american
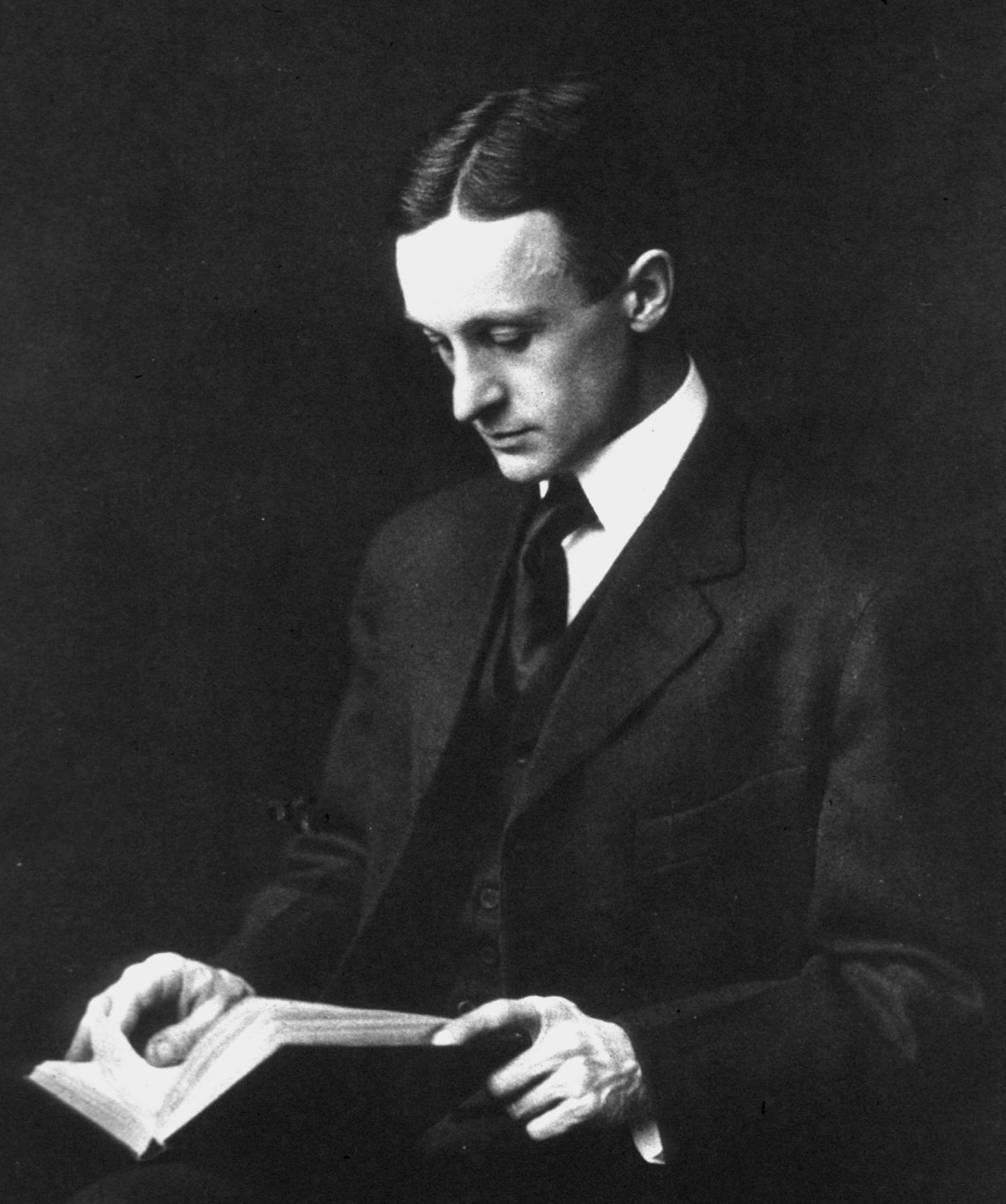
Harvey Williams Cushing, chirurg și neurolog american
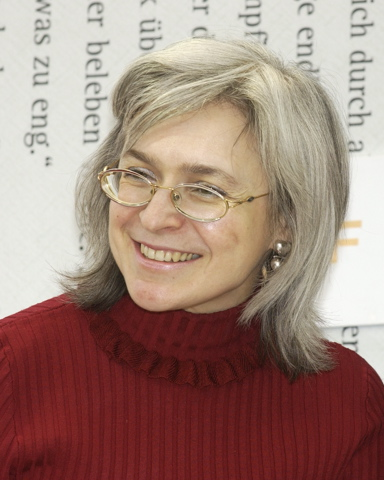
Anna Politkovskaia, scriitoare și jurnalistă din Rusia, militantă pentru respectarea drepturilor omului

- 1943: Eugeniusz Bodo, actor polonez (n. 1899)
- 1946: Emanoil Bucuța (Emanoil Popescu), scriitor român, membru corespondent al Academiei Române (n. 1887)
- 1968: Emil Petrovici, lingvist român, membru al Academiei Române (n. 1899)
- 1983: George Abell, astronom american (n. 1927)
- 1984: Valeri Marcenko, poet, jurnalist, traducător ucrainean (n. 1947)
- 1988: Ștefan Lupașcu, filosof francez de origine română (n. 1900)
- 2004: Miki Matsubara, compozitoare, textieră și cântăreață de origine japoneză (n. 1959)
- 2006: Anna Politkovskaia, scriitoare și jurnalistă din Rusia, militantă pentru respectarea drepturilor omului (n. 1958)
- 2008: George Emil Palade, om de știință american de origine română, laureat Nobel (n. 1912)
- 2014: Siegfried Lenz, scriitor german (n. 1926)
- 2018: Paul Cornea, istoric literar, critic literar și publicist român (n. 1923)
- 2020: Mario J. Molina, chimist mexican, laureat Nobel (n. 1943)

## Sărbători
- Sărbătoarea Maicii Domnului Rozariului [4]
- Sf. M. Mc. Serghie și Vah; Sf. Sfințiți Mc. Iulian, Chesarie și Polihronie (calendar ortodox)
- RDG: Ziua națională (până în 1989)
- Ziua Mondială a Muncii Decente (din 2006)